# Langues oghouzes
Les langues oghouzes ou turc commun sud-occidental forment une branche des langues turciques.

## Classification

### Classifications précédentes
Avant que le groupe des langues turciques du Sud-Ouest ne soit créé en 1922 par Samojlovič, les langues de ce groupe étaient incluses dans l'ensemble géographique des langues turciques méridionales d'Adelung (comprenant aussi l'ouzbek et le karakalpak, en opposition aux langues turciques septentrionales qui comprennent les autres langues turciques) ou le turc commun occidental de Berezine (comprenant le tatar de Crimée mais excluant le turkmène), ou encore le turc commun méridional de Radloff (comprenant le tatar de Crimée et les langues turciques du Caucase), qui est un regroupement basé sur un critère phonologique,.

### Classification de Samojlovič
Le groupe turcique sud-occidental de Samojlovič, comprenant le turc, l'azéri, le turkmène et le tatar de Crimée méridional, est basé sur des isoglosses non partagés avec les autres langues turciques :
| langues bolgares               | langues turciques nord-orientales | langues turciques nord-occidentales | langues turciques sud-orientales | langues turciques centrales    | langues turciques sud-occidentales |
| ------------------------------ | --------------------------------- | ----------------------------------- | -------------------------------- | ------------------------------ | ---------------------------------- |
| taxar                          | tokuz (dokuz) ‘neuf’              | tokuz (dokuz) ‘neuf’                | tokuz (dokuz) ‘neuf’             | tokuz (dokuz) ‘neuf’           | tokuz (dokuz) ‘neuf’               |
| ura                            | adak                              | ayak ‘pied’                         | ayak ‘pied’                      | ayak ‘pied’                    | ayak ‘pied’                        |
| tu                             | tag                               | tau                                 | tag (dag) ‘montagne’             | tag (dag) ‘montagne’           | tag (dag) ‘montagne’               |
| -ï                             | -ïg                               | -ï                                  | -ïk (-ïg)                        | -ï                             | -ï                                 |
| julna                          | kalgan                            | kalgan                              | kalgan                           | kalgan                         | kalan                              |
| bol (pol, pul) ‘être, devenir’ | bol (pol, pul) ‘être, devenir’    | bol (pol, pul) ‘être, devenir’      | bol (pol, pul) ‘être, devenir’   | bol (pol, pul) ‘être, devenir’ | ol                                 |

Ce groupe sera repris plusieurs fois par la suite, avec souvent des adaptations, des inclusions ou des exclusions.

### Classification de Baskakov
Baskakov (1960, 1981) propose la classification suivante, plus détaillée,, :
- Langues oghouzes
  - Langues oghouzes-turkmènes
    - Turkmène
    - Trukhmène

  - Langues oghouzes-seljuq
    - Azéri
    - Turc
    - Tatar de Crimée méridional

  - Langues oghouzes-bulgares
    - Gagaouze
    - Balkar

### Classification de Menges
Suivant la classification de Menges (1968), les langues oghouzes se subdivisent en une branche occidentale et orientale, comme ceci, :
- Langues oghouzes
  - Langues oghouzes occidentales
    - Turc (dont roumélien et criméen méridional)
    - Gagaouze
    - Azéri et kachkaï

  - Langues oghouzes orientales
    - Turkmène

Il y ajoute le vieux turc anatolien et le turc ottoman, deux chrononymes du turc, afin de prendre en compte les sources littéraires et ainsi appuyer sa classification.

### Classification de Johanson
Dans sa classification à la fois géographique, génétique et typologique des langues turciques, Lars Johanson classe les langues oghouzes comme ceci, en séparant les dialectes oghouzes méridionaux de l'azéri, :
- Langues oghouzes
  - Langues oghouzes occidentales
    - Azéri
    - Gagaouze
    - Turc

  - Langues oghouzes orientales
    - Turkmène
    - Khorasani

  - Langues oghouzes méridionales
    - Afshar
    - Aynallu
    - Sonqor
    - Kashkaï

### Classification de Mudrak
La classification de Mudrak (2009), basée sur une étude statistique des isoglosses phonologiques et morphologiques, établit des dates approximatives de séparation des langues oghouzes, et inclut le salar,.
- Proto-oghouze (370-750)
  - Salar (750-...)
  - (750-1030)
    - Turkmène (1030-...)
    - (1030-1180)
      - Azéri (1180-...)
      - (1180-1610)
        - Turc (1610-...)
        - Gagaouze (1610-...)

Une analyse similaire réalisée par V. Dybo (2006) basée sur la glottochronologie développée par Sergueï Starostine sépare les langues oghouzes orientales (turkmène et salar) et occidentales dans deux taxons distincts, plaçant le premier groupe plus proche des langues karlouk ou kiptchak et le dernier plus proche du khaladj et faisant du groupe oghouze un regroupement polyphylétique,.

### Classification d'Ethnologue
La base de données linguistique Ethnologue, Languages of the World, créée par le SIL International, donne la classification géographique suivante en 2018, :
- Langues turciques méridionales
  - Salar
  - Khaladj
  - Kashkaï
  - Tatar de Crimée
  - 
    - Azéri
    - Seljuk

  - 
    - Khorasani
    - Turc
    - Gagaouze

  - Turkmène

### Classification deGlottolog
Glottolog (2022) propose la classification suivante, basée sur celles de Johanson (2021) et Tekin (1990),,, :
- Langues oghouzes
  - Salar
    - Jiezi
    - Mengda

  - Langues oghouzes nucléaires
    - Langues oghouzes occidentales
      - Gagaouze
        - Gagaouze bulgare
        - Gagaouze maritime

      - Turc roumélien
        - Turc danubien
        - Gajol
        - Turc gerlovo
        - Kyzylbash
        - Razgrad
        - Surguch
        - Turc tozluk

      - Turc
        - Turc anatolien
          - Dinler
          - Edirne
          - Eskisehir
          - Gaziantep
          - Urfa
          - Yürük

        - Turc chypriote
        - Karamanli
        - Turc ottoman
        - Turc de Syrie

    - Langues oghouzes centrales
      - Salchuq
      - Langues azériques modernes
        - Azéri septentrional

        - Azéri méridional
          - Afshari
          - Aynallu
          - Baharlu
          - Bayat
          - Dara-gaz
          - Galugah
          - Kars
          - Kirkuk
          - Lotf-Abad
          - Moqaddam
          - Nafar
          - Pishagchi
          - Qajar
          - Qaragozlu
          - Shahsavani
          - Sonqor
          - Tabriz
          - Zanjan

    - Langues oghouzes orientales
      - Khorasani
        - Langar
        - Khorasani nord-oriental
        - Khorasani septentrional
        - Khorasani nord-occidental
        - Khorasani sud-oriental
        - Khorasani méridional
        - Quchani occidental

      - Turkmène
        - Anauli
        - Cawdur
        - Esari
        - Goklen
        - Khasarli
        - Nerezim
        - Nokhurli
        - Salyr
        - Saryq
        - Teke
        - Yomud

    - Qashqa'i
      - Afshar
      - Kashkay
      - Qazwin
      - Solayman-Abad